# Belgische adel
De Belgische adel is een groep van zo'n 1200 adellijke families (2015) in België, tezamen goed voor een 32.500 leden.

## Afschaffing en herstel van de adel
In 1794 werden de Zuidelijke Nederlanden voor een periode van bijna twintig jaar ingelijfd in de Franse republiek, vervolgens keizerrijk. De Franse wetten werden stilaan toepasselijk op de ingelijfde provincies. Zo werd, bij decreet van 1 oktober 1795, waarbij de Zuidelijke Nederlanden in Frankrijk werden ingelijfd, de Franse wet van toepassing waarbij de adel werd afgeschaft.
Tussen 1808 en 1814 werd een zeventigtal Zuid-Nederlanders in de empireadel benoemd. Het ging in veel gevallen om leden van de ancien-régimeadel. Napoleon richtte geen nieuwe erfelijke adelstand op, maar verleende alleen maar titels die in de meeste gevallen persoonlijk waren, zonder erfelijkheid.
Zodra Willem I in 1814 verantwoordelijkheid kreeg over Noord- en Zuid-Nederland, en zeker vanaf de oprichting van het Verenigd Koninkrijk der Nederlanden in 1815 herstelde hij de adel. De werkwijze hiervoor werd grotendeels overgenomen van de regels die golden onder het ancien régime, met nochtans één essentiële wijziging: het verkrijgen van de adelstand ging niet meer gepaard met eender welk voorrecht. Talrijke persoonlijke erkenningen en heropnamen in de erfelijke adel werden bij Koninklijk Besluit goedgekeurd. Het ging vaak om meer dan één lid van een bepaalde familie.
De heropname in de adelstand werd voor wat betreft de Zuidelijke Nederlanden toegekend met de volgende aantallen tussen 1814 en 1830:
- 1814:   4
- 1815:   4
- 1816: 445
- 1817:  68
- 1818:  10
- 1819:   5
- 1820:  14
- 1821:  13
- 1822: 214
- 1823:  97
- 1824:  40
- 1825:  18
- 1826:  32
- 1827:  28
- 1828:  27
- 1829:  24
- 1830:  10

In dit getal betrof de overgrote meerderheid het herstellen van vroegere adel. Slechts in een twintigtal gevallen (hoogstens 2%) ging het om verheffingen van burgers. In totaal werden over de betroffen periode meer dan 1000 erkenningen in de adel beslist.
Het is opvallend dat de erkenningen vooral in 1816-1817 plaatsvonden. Vele vroegere edellieden grepen de kans aan om opnieuw adellijke status te verwerven. In de meeste gevallen kregen ze de titels terug die ze destijds hadden gedragen.
De tweede grote erkenningsronde gebeurde in 1822-1823. Het is namelijk zo dat heel wat adellijke families in 1816-1817 geweigerd hadden een adelserkenning aan te vragen of zelfs te ontvangen uit handen van een koning die ze, om politieke of vooral om godsdienstige redenen, niet als de hunne beschouwden. Hierin kwam wijziging nadat Willem I het door Lodewijk Napoleon ingestelde Departement voor de Eredienst splitste in een afdeling voor het protestantse noorden en het katholieke zuiden, een maatregel die hij vervolgens in 1827 weer terugdraaide in zijn streven net als de Britse vorsten hoofd van een staatskerk te worden.
Heel wat van die toen opnieuw door Willem I in de adel bevestigde adel is in de loop van de voorbije tweehonderd jaar uitgedoofd. Om die reden zijn er in de Belgische adel nog slechts 356 families die hun stamboom tot onder het ancien régime kunnen doen opklimmen.

## Samenstelling van de Belgische adel anno 2015
De Belgische adel bestaat in 2015 uit 1197 families, met  32.506 leden. De wettelijk erkende adellijke titels zijn, van laag naar hoog: jonkheer/écuyer, ridder, baron, burggraaf, graaf, markies, hertog, prins.
Het aantal titels dat door deze families gedragen wordt, is:
- prins: 8
- hertog: 6
- markies: 8
- graaf: 85
- burggraaf: 35
- baron: 455
- ridder: 158
- jonkheer: 377

De oorsprong van deze adel situeert zich voor de 1197 families als volgt:
- adel uit het ancien régime (herbevestigd onder het Verenigd Koninkrijk der Nederlanden: 356 (29,8 %))
- onder Napoleon I:      6 (0,5 %)
- onder keizer Frans I:  1 (0,1 %)
- onder Lodewijk XVIII:  1 (0,1 %)
- onder Willem I:       19 (1,6 %)
- onder Leopold I:      50 (4,2 %)
- onder Leopold II:     92 (7,7 %)
- onder Albert I:      109 (9,0 %)
- onder Leopold III:    29 (2,4 %)
- onder prins Karel:     5 (0,4 %)
- onder Boudewijn:     269 (22,5 %)
- onder Albert II:     210 (17,6 %)
- onder Filip:          49 (4,1 %)

## Opname in de adel
Er zijn vier manieren, andere dan door geboorte, om tot de Belgische adelstand toe te treden:
- een vroegere adellijke status binnen de familie (Belgische dan wel buitenlandse) laten erkennen (adelserkenning);
- een inlijving als lid van de buitenlandse adel (incorporatie/inlijving);[2]
- een verheffing wegens verdiensten: het bij beslissing door de uitvoerende macht (koning en regering) geadeld worden (concessie/verheffing);
- een rehabilitatie komt hoogstzelden voor, en werd onder andere toegepast in het geval van de broers Breydel de Groeninghe.

De edellieden die tot de Belgische adel behoren hebben hun adellijke status en titel uit verschillende bronnen ontvangen. De oudste adel heeft zijn wortels in het ancien régime en vroegere perioden. De titels werden verleend door ofwel de koning van Frankrijk of de keizer van het Heilige Roomse Rijk, al naargelang waar het met de adelstitel verbonden territorium gelegen was. Later was dit door de koning van Spanje toen de Zuidelijke Nederlanden de Habsburgers als vorsten hadden en vervolgens in de Oostenrijkse Nederlanden door de Habsburgse keizer.
De adellijke oorsprong van slechts een 350-tal families klimt op tot onder het ancien régime, hetzij iets minder dan 30 % van het totaal.
Alle titels dienden tijdens het Verenigd Koninkrijk der Nederlanden te worden herbevestigd. Sommige families deden dit niet, hetzij om principiële redenen, hetzij omdat ze door de revolutiejaren arm waren geworden. Een aantal onder hen liet zich later erkennen onder het Koninkrijk België.
Het grootste deel van de huidige adel (70%) betreft nieuwe adellijke gunsten en titels verleend onder het Belgisch koninkrijk. Zo vonden tijdens het koningschap van Boudewijn 242 verheffingen plaats en 27 inlijvingen al dan niet gekoppeld aan het verlenen van titels, terwijl aan 217 adellijke personen een hogere titel werd verleend.
In tegenstelling tot de adellijke status zelf, worden titels steeds minder vaak erfelijk verleend, alhoewel dit toch nog voorkomt. Ter gelegenheid van het huwelijk van prins Filip met jonkvrouw Mathilde d'Udekem d'Acoz, werden haar vader, diens twee broers en al hun afstammelingen met de titel graaf of gravin vereerd. Voormalig eerste minister en minister van Buitenlandse Zaken Pierre graaf Harmel kreeg het voorrecht van de overdraagbare titel voor al zijn rechtstreekse mannelijke en vrouwelijke afstammelingen die de naam Harmel dragen. Andere voorbeelden hiervan vindt men bij de bankiers-industriëlen Maurice Lippens en Georges Jacobs. In de meeste gevallen, als er al erfelijkheid van de titel wordt toegekend, is dit meestal door overdracht bij eerstgeboorte. Oud-premier Gaston Eyskens kreeg aldus de titel van burggraaf met erfelijke overdracht op de eerstgeborene.
Meer en meer worden ook vrouwen in de adelstand opgenomen, ongeacht of ze gehuwd zijn. Aan hen worden de titels barones, burggravin of gravin toegekend. Er is geen vrouwelijk equivalent van de riddertitel. Deze verheffingen zijn uiteraard steeds ten persoonlijke titel, zonder erfelijkheid.

## Uitsterven
Sommige oude titels worden volgens recht enkel wettelijk gedragen door het mannelijk hoofd van de familie. Als deze geen mannelijke erfgenamen kon voortbrengen, dan stierf deze familie uit. Een bekende familie die dreigt uit te sterven is de familie Beaufort-Spontin. Slechts zelden kiezen edelen ervoor om een jongen te adopteren zodat de titel blijft voortbestaan. Tot de uitgestorven huizen behoren de oude huizen Borluut en Baillet-Latour.

## Erkenning of inlijving
Daarnaast worden personen uit sommige buitenlandse geslachten in de Belgische adel erkend, met behoud van hun familietitels. Hiervoor moeten leden van het geslacht een verzoekschrift aan de koning richten met hun stamboom en bewijsvoering. Het gaat dus niet om erkenning van 'een geslacht' maar om individuele erkenningen. De aanvragen worden bestudeerd door de Raad van Adel en desgevallend bij Koninklijk Besluit aanvaard.
Als het om burgers gaat die bij de geboorte de Belgische nationaliteit hebben verworven wordt hen erkenning verleend. Dat is bijvoorbeeld gebeurd in 2007 voor twee leden van het Pools prinselijk huis Swiatopelk-Czetwertynski. Anderen, die de Belgische nationaliteit pas later hebben verworven, kunnen de inlijving in de Belgische adel bekomen, zoals in 1958 gebeurd is voor de Boheemse prins Ladislas de Lobkowicz (1925-1985), in 1978 voor aartshertog Rodolphe de Habsbourg Lorraine en in 1983 voor zijn broer, aartshertog Carl-Christian de Habsbourg Lorraine. Allen zijn voorafgaandelijk tot Belg genaturaliseerd (hebben desgevallend bij hun meerderjarigheid voor de Belgische nationaliteit geopteerd als zonen van een Belgische moeder) en hebben in dit land een carrière opgebouwd.

## De procedure van verheffing

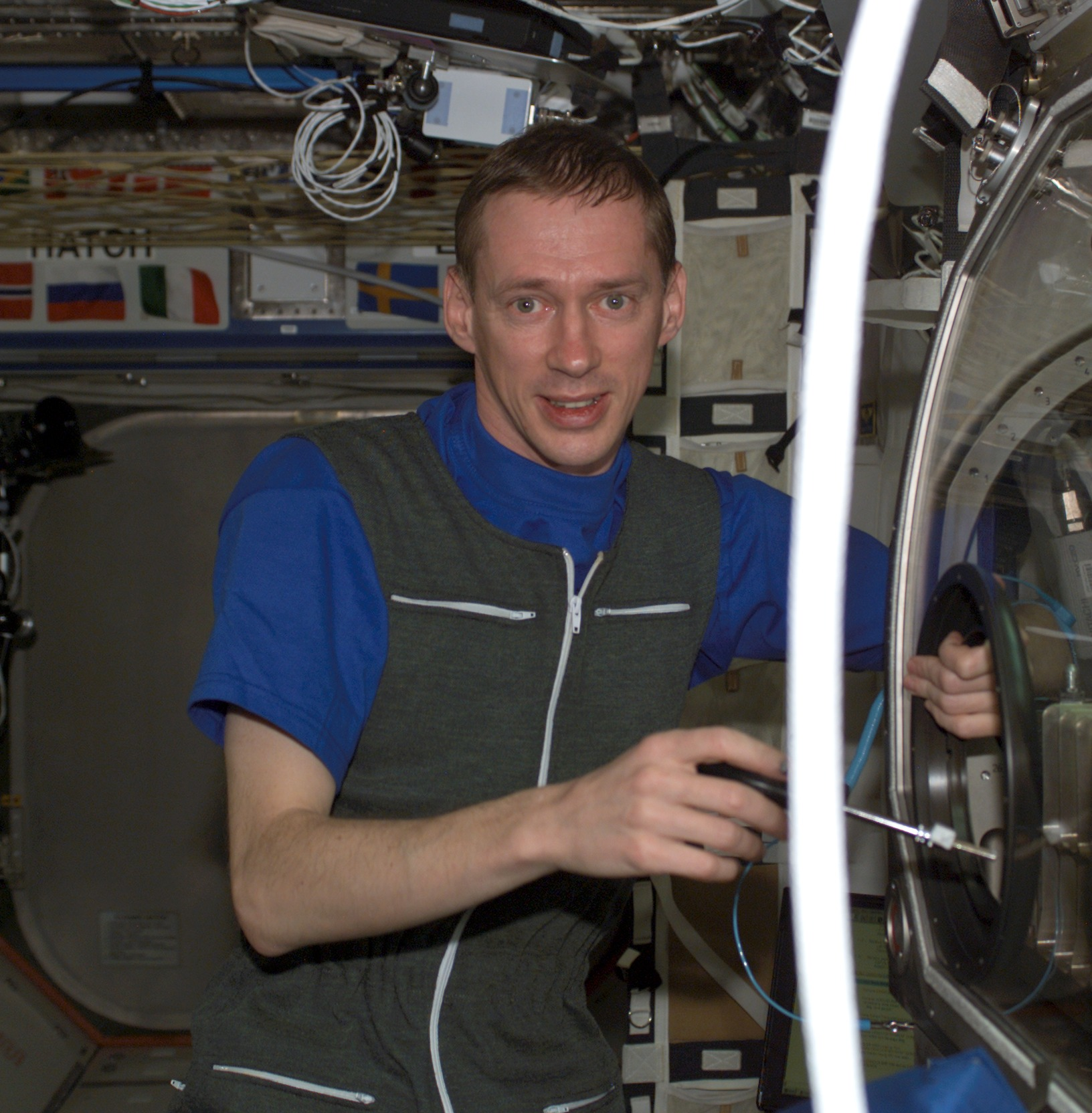
Burggraaf Frank De Winne, een Belgisch kosmonaut, die door de koning in de adelstand verheven werd

In België kan men wegens verdienste in de adelstand worden opgenomen en een adellijke titel verwerven. Dit is een regaal voorrecht, wat niet betekent dat de vorst hierin persoonlijk kan beslissen. 'De Koning' betekent in deze, zoals steeds, 'de uitvoerende macht'. Aan de toekomstige begunstigde zelf wordt om voorafgaande aanvaarding gevraagd.
In tegenstelling tot een nogal verspreid idee is het niet de koning als persoon die tot opname in de adelstand beslist, maar 'de koning' als uitvoerende macht, wat in eerste instantie de regering betekent. De minister van buitenlandse zaken is traditioneel hiermee belast en alle voorstellen moeten door hem worden goedgekeurd en ondertekend, alvorens ook aan de handtekening van de koning te worden voorgelegd en als Koninklijk Besluit te worden uitgevaardigd. Dit geldt eveneens voor de voorstellen die kunnen toegevoegd worden aan die van de Adviesraad, hetzij door de minister zelf, hetzij door het koninklijk paleis.
Gelet op het voorgaande is het onvermijdelijk dat geen beslissingen dienaangaande worden genomen door ontslagnemende regeringen. Dit is tot uiting gekomen tijdens de lange periode van regering 'in lopende zaken' in 2010 en 2011 evenals 2019-2020 tijdens dewelke geen adellijke gunsten werden verleend. Het is vanuit onwetendheid ter zake dat in juli 2011 in kranten en een tv-programma werd gesuggereerd dat dit een uiting van ongenoegen was vanwege de koning omwille van het uitblijven van een akkoord over een nieuwe regering. In juli 2012 werd de traditie van de adellijke gunsten weer opgenomen.
Het verlenen van een adellijke titel of de opname in de adel gebeurt volgens welbepaalde regels. In de schoot van het Ministerie van Buitenlandse Zaken fungeert een 'Adviescommissie voor de adellijke gunsten' die bestaat sinds het begin van de jaren negentienzeventig en is samengesteld uit een twaalftal onafhankelijke leden, de helft Franstalig, de helft Nederlandstalig, de helft edellieden, de helft niet-edelen, met nagenoeg één derde vrouwelijke leden. Het voorzitterschap wordt beurtelings aan een Franstalige en een Nederlandstalige opgedragen.
In zijn advies houdt de raad rekening met een billijke verdeling tussen de taalgemeenschappen, de filosofische overtuigingen, het geslacht, enz. Ook worden personen onderscheiden uit zeer verschillende beroepen en activiteiten (onderwijs, magistratuur, leger, kunst, caritatieve werken, ondernemingswereld, sport, enz.) om hiermee een ruimere erkenning te onderstrepen dan voor de persoon zelf.
Jaarlijks bereidt deze commissie volgens eigen inzichten en volgens suggesties die haar worden overgemaakt, een lijst voor van personen - in de recente jaren vijftien à twintig,  - van wie de verdiensten van dien aard lijken dat ze een dergelijke onderscheiding verdienen. Ze worden daarbij exemplarisch geacht voor meer uitgebreide groeperingen in de samenleving: de academische wereld, de kunst en literatuur, de magistratuur, de ambtenaren, de zakenwereld, de sociale werken, de caritatieve hulpverlening, de sport- en ontspanning enz.
Rond februari van elk jaar maakt de commissie een lijst met suggesties over aan de Minister van Buitenlandse Zaken. Die kan de voorgestelde namen aanvaarden of er schrappen en eventueel andere aan toevoegen. Ook het kabinet van de koning ziet de lijst na en verleent akkoord of maakt opmerkingen. Ook als de koning zelf initiatief neemt om iemand in de adelstand te doen opnemen, heeft dit de bekrachtiging van de bevoegde minister nodig. Normaliter worden de suggesties van het hof gevolgd. Een regering van lopende zaken stelt geen adelsverheffingen voor (reden waarom in 2010 en 2011 geen adelsverheffingen plaatsvonden). In de jaren 2016-2018 stelt men een vermindering vast van het aantal begunstigden, zonder te kunnen vaststellen of dit uitgaat van de regering of van de koning.
De betreffende personen worden uitgenodigd hun akkoord voor de adelsverheffing te betuigen. Niemand wordt ongevraagd of tegen zijn wens voor adelsverlening voorgedragen. Vervolgens wordt een Koninklijk Besluit uitgevaardigd met vermelding van de benoemingen, meestal kort voor de nationale feestdag van 21 juli. Dit gebeurt door 'de koning' in zijn constitutionele functie, en dus onder verantwoordelijkheid van de Minister van Buitenlandse Zaken.
De bekendmaking van een benoeming betekent nog niet dat iemand ook effectief in de adel is opgenomen. Eerst moet nog een procedure tot een goed einde worden gebracht, waarbij de geadelde een wapenschild en wapenspreuk voorstelt en aan de goedkeuring van de Raad van Adel onderwerpt. Vervolgens wordt een patentbrief of 'open brief' opgesteld (manuscript, op perkament of stevig papier), waarin de biografische elementen worden vermeld die tot de adellijke gunst hebben geleid. Deze akte wordt voorzien van de handtekening van de minister van Buitenlandse Zaken, van de Koning en van de ontvanger van de registratie die bevestigt dat de vereiste rechten zijn betaald. Het document zal vervolgens, vergezeld van een attest, worden voorgelegd aan de diensten van de Burgerlijke Stand van de woonplaats, die ze op de registers zal inschrijven en er hierdoor volle rechtskracht zal aan geven. De toegekende titel zal ook op de identiteitskaart worden vermeld. Hetzelfde gebeurt ook voor wat betreft hun nakomelingen indien het opname in de erfelijke adel betreft.
Wanneer niet binnen de vijf jaar is voldaan aan het lichten van de 'open brieven', vervalt de adelsverheffing. De Nobelprijswinnaar Maurice Maeterlinck werd in 1932 in de adelstand opgenomen met de titel graaf. Hij gaf echter geen gevolg, zodat de verheffing niet doorging. Meer recent zijn aan enkele personen adelsverheffing verleend, zonder dat ze  gevolg gaven. Het betreft bijvoorbeeld:
- Pierre Macq, rector van de Université catholique de Louvain, die in 1992 tot baron werd verheven, zonder gevolg te geven.
- Marie-France Botte, die in 1996 tot barones werd verheven, zonder gevolg te geven.
- Bea Cantillon, die in 2006 tot barones werd verheven, zonder gevolg te geven.

Er bestaat ook een procedure om een adellijke titel verbeurd te verklaren, met name bij wangedrag, hoogverraad of grove malversaties. Dit gebeurde na de Tweede Wereldoorlog toen enkele adellijke personen wegens collaboratie hun titel verloren; het gebeurde meer recent ook in het geval van Thomas de Spoelberch.

## Vereniging van de adel
De Vereniging van de Adel (België) is een privévereniging, die open staat voor lidmaatschap van alle leden van de Belgische adel. Deze vereniging is in niets bij de adellijke gunsten betrokken.

## Raad van Adel
Er bestaat ook een Raad van Adel, dit is een officieel organisme binnen het Ministerie van Buitenlandse zaken, bestaande uit enkele specialisten, die de heraldiek, de toekenning van wapens, de opstelling van patentbrieven, en meer algemeen de studie van de adel opvolgt. De huidige voorzitter van de Nederlandstalige afdeling is prof. Paul Janssens.

## Dragen van een wapenschild
Het recht om een wapenschild te voeren geldt voor elke Belg, maar voor edelen is het verplicht. Elk edelman moet een wapenschild hebben met een devies. De genomineerden mogen hun wapen door een kunstenaar naar keuze laten ontwerpen of een bestaand (eigen) familiewapen gebruiken. Voor het opmaken van het wapen dient men een aantal richtlijnen te volgen, met name de wetmatigheden die eigen zijn aan de heraldiek wat betreft kleuren, symbolen, attributen, bekroning etc. en moet men ook rekening houden met bestaande wapens die men niet mag plagiëren. De wapens van andere geslachten zijn vaak wettelijk beschermd en misbruik ervan kan bestraft worden. De voorstellen worden aan de goedkeuring onderworpen van de Raad van Adel en die kan weigeren of suggesties tot wijziging en/of verbetering doen.

## Kosten verbonden aan het verkrijgen van de titel
Het lichten van de adelbrief, open brieven of patentbrief geeft aanleiding tot kosten. De adelbrief wordt versierd met een wapenschild en blazoen en wordt uitgevoerd door een erkend heradisch schilder erkend door de Raad van Adel. Dit officiële document kan, afhankelijk van de ontwerper en de kwaliteit van de uitvoering, tussen de 2500 en de 4500 euro kosten afhankelijk van de complexiteit van het wapen dat met de titel. Daarbovenop komen 750 euro registratierechten en 12 euro kanselarij en zegelrechten. Bij een erfelijke titel wordt 750 euro extra aangerekend voor ieder rechthebbende familielid.

## Juridische bepalingen
De adellijke titels zijn wettelijk beschermd en mogen uitsluitend worden gedragen door wie ze bezit. Het voeren van een onrechtmatige Belgische titel is strafbaar. De adellijke titel geeft geen enkel wettelijk voorrecht. Het statuut van adeldom is in de meeste gevallen erfelijk en de geadelden dragen een van de hiervoor genoemde adellijke titels. Daarentegen is een adellijke titel bij hedendaagse adellijke gunsten meestal niet-erfelijk, behoudens die van 'jonkheer' of 'jonkvrouw'.
De adellijke titels waaronder deze van jonkheer, ridder, baron, burggraaf en graaf worden in België verleend wanneer de adelbrief wordt gelicht. Het is zeldzaam dat hogere titels dan graaf of gravin aan Belgen worden toegekend tenzij het leden van de Koninklijke familie betreft. Het lichten van de adelbrief gebeurt pas onder drie voorwaarden: wanneer deze is ondertekend door de Koning, door de minister van buitenlanse zaken en wanneer de kanselarij en registratierechten zijn betaald. Bij erkenning van uit het buitenland afkomstige geslachten kunnen ook hogere titels worden erkend. Het is Belgen bij wet verboden buitenlandse adellijke titels te gebruiken. Dergelijk titels die aan Belgen worden geschonken zijn wettelijk onbestaand.
Door middel van volle adoptie kunnen minderjarigen volwaardig lid worden van de adellijke stand. Overgang van de adellijke staat via volwassenenadoptie is niet erkend in België. Alle Belgische edelen moeten hun titel op hun identiteitsbewijs dragen. Het komt ook voor dat de koning ermee instemt dat de titel niet aan de oudste maar aan de op een na oudste zoon wordt doorgegeven, bijvoorbeeld als de oudste zoon priester wordt of naar het buitenland emigreert of om een andere reden aan de titel verzaakt.

## Naamkeuze voor de kinderen
Sinds 1 juni 2014 is in België de wet van kracht waarbij de ouders de keuze hebben tussen verschillende mogelijkheden voor de naamgeving van hun kinderen. Deze mogelijkheid biedt zich uiteraard ook aan voor leden van de adel.
Ze kunnen 
- het houden bij de naam van de vader (zoals tot hiertoe het geval was), of zo niet een van de volgende mogelijkheden verkiezen:
- de naam van de moeder,
- de naam van de moeder en de vader of
- de naam van de vader en de moeder.

De vraag stelt zich echter, of bij het geven van een andere familienaam dan die van de vader, ook de adellijke status kan worden doorgegeven. De hiervoor geldende rechtsregels zijn vervat in de koninklijke besluiten van 30 september en 18 december 1815, uitgevaardigd door koning Willem I. De wettelijke bepalingen die toen werden uitgevaardigd werden door het Belgisch koninkrijk overgenomen en op 1 december 1838 door koning Leopold I goedgekeurd. De bepalingen voorzien dat de adellijke status wordt doorgegeven aan zijne wettige thans levende en toekomende kinderen zoo mannelijke als vrouwelijke mitsgaders alle volgende afstammelingen van zijn geslacht en naam.
Het besluit hieruit is duidelijk: men moet de geslachtsnaam dragen van de voorvader aan wie adeldom is verleend, wil men genieten van het erfelijke adellijk statuut. De leden van de adel die hun adellijke status wensen door te geven hebben derhalve geen andere keuze dan uitsluitend de naam van de vader aan hun kinderen te geven. Dit werd nog bevestigd door een arrest van het Hof van Cassatie van 7 april 1927 die bevestigde dat zowel titel als adellijke status eervolle accessoires zijn die bij de naam horen. Het lijkt duidelijk dat de overdracht niet mogelijk kan zijn op een andere naam. Alleen een nieuwe wet zou hierin wijziging kunnen brengen, maar het is weinig waarschijnlijk dat die in de toekomst kan tot stand komen.